# Princess Elisabeth kutatóállomás
A Princess Elisabeth Kutatóállomás (franciául: Station antarctique Princesse-Élisabeth, hollandul: Prinses Elisabethbasis egy antarktiszi kutatóállomás, amely Utsteinen Nunatak-on (Maud királyné föld) található. Az állomást Belgium építtette és üzemelteti, 2009. február 15-én kezdte meg működését. A Princess Elisabeth az első kutatóállomás, amelyet a környezetvédelmi elvek figyelembevételével terveztek és építettek, környezetbarát építőanyagok felhasználásával. Az állomás helyben megtermelt szél- és napenergiát használ, amelynek felhasználását az állomás integrált vezérlőrendszere optimalizálja, valamint fejlett hulladékkezelő rendszert kapott.
Az állomást 2004-2009 között tervezték meg és építették fel, teljes költsége 25 millió euró volt. A kutatóállomás évszaktól függően 12-25 személyt fogad, a sarki nyár során összesen 16 tudós tud itt dolgozni. Az állomás teljes területe 400 m², a hozzá kapcsolódó technikai kiszolgáló épületek területe 2000 m².

## Elhelyezkedése
Az állomást az Utsteinen-hegygerincen építették, ahol a viharos szelek időnként elérhetik a 300 km/óra sebességet is. Az állomás azonban ellent tud állni ilyen erős szeleknek, elsősorban áramvonalas formájának és az alapozásnak köszönhetően, amely több méter mélyre nyúlik az állandóan fagyott talajba. A kutatóhelyek az első emeleten találhatók. Az alsó szinten találhatók a különféle gépészeti berendezések helyiségei, illetve a járművek garázsai. A zéró emissziós állomás energiaszükségletét teljes egészében szél- és napenergia fogja fedezni. A szélenergia-termeléséről a tervek szerint 9 turbina gondoskodik majd (jelenleg 8 üzemel), amelyeket az Utsteinen-hegygerinc mentén helyeztek el. A kutatóállomás csak az antarktiszi nyár alatt üzemel, egy időben összesen 16 kutató tartózkodhat itt. Az állomást Fülöp belga király legidősebb lányáról, Erzsébet belga hercegnőről nevezték el, aki a belga örökösödési törvények értelmében maga is a belga trón várományosa.

## Az állomás megtervezése és felépítése

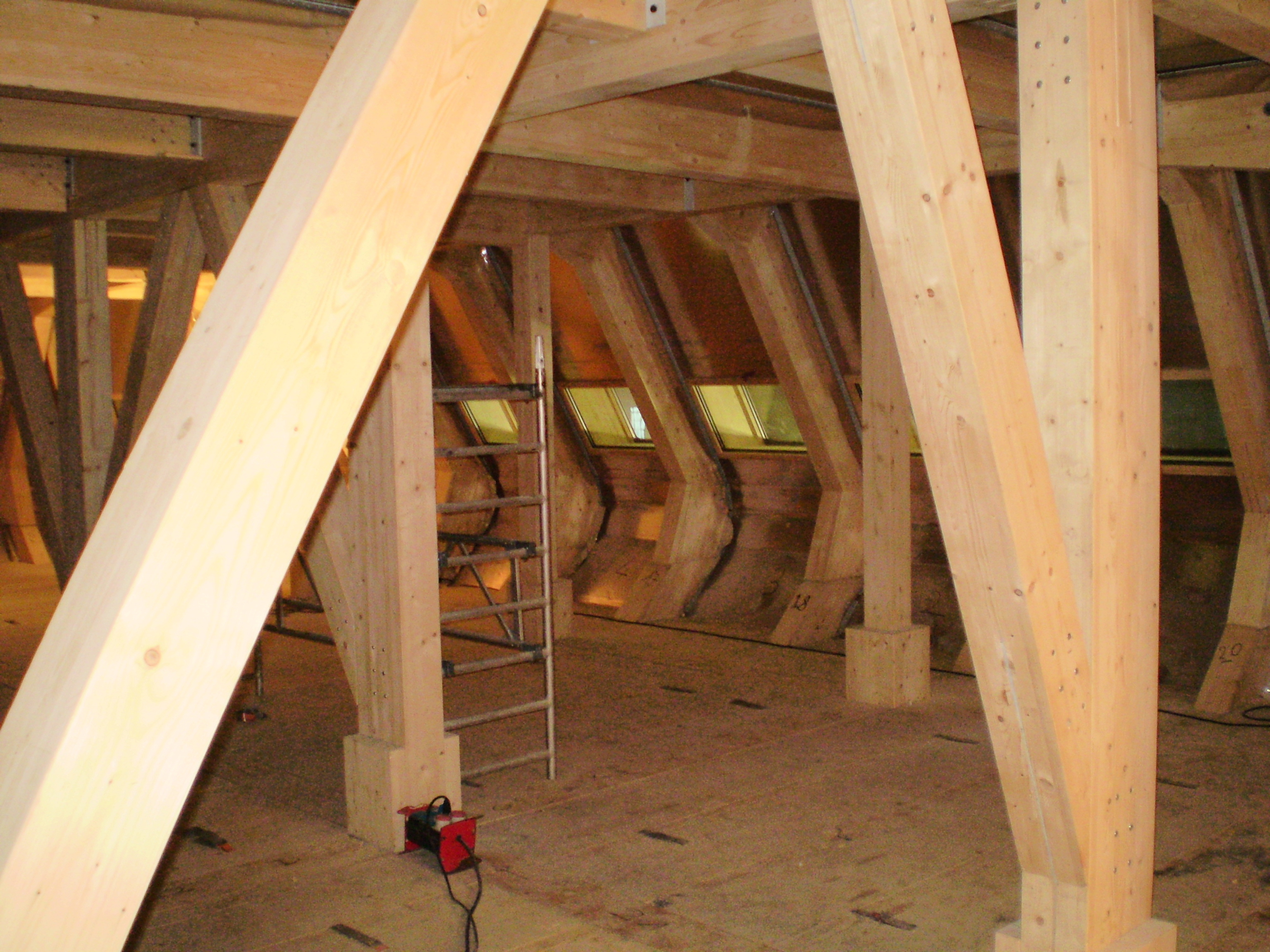
Az állomás fából készült szerkezete

Az állomás építésének két fő célja volt: nagyobb szerepet adni a sarkkör-kutatásnak azzal, hogy 16 belga és más nemzetiségű tudós részére biztosítanak kutatási lehetőségeket, másrészt azt akarták demonstrálni, hogy lehetséges nulla emissziós kutatóállomást felépíteni és üzemeltetni.
Az állomás építését 2004-ben rendelte meg a belga kormány az International Polar Foundation-ön keresztül. Mivel az Antarktisz-egyezmény értelmében minden új kutatóállomásnak komoly környezetvédelmi feltételeknek kell megfelelnie, az IPF úgy döntött, hogy demonstrálják: hozzáférhető technológiák és anyagok felhasználásával lehetséges olyan állomást létrehozni, ami csak megújuló energiaforrásokra támaszkodik és azokat a lehető leghatékonyabban használja fel.
Az állomást a passzívházakra jellemző építési technológiák felhasználásával tervezték, alakja pedig a környéken uralkodó széljárást és a szél erősségét figyelembe véve, aerodinamikai elvek szerint lett kialakítva.
Az állomás helyét 2004 végén jelölték ki, egy nagyjából lapos, gránit kiszögellésen, ami 300 méterre van az Utsteinen-től, 190 km-re délre a jégtakaró végétől és 180 km-re délre a korábbi Balduin király kutatóállomástól.
2005. szeptember 7-én Brüsszelben Fülöp herceg ünnepélyesen felavatta a helyben összeszerelt állomást, amelyet a nagyközönség előtt is megnyitottak. A kiállítás után az épületet szétszerelték és a részeket tartalmazó 106 konténert az Ivan Papanin-ba rakodták. Az állomás felépítéséhez szükséges első lépésként az Ivan Papanin orosz teherhajó 2006. október 28-án hagyta el Oslo kikötőjét és 2007 januárban rakta partra az első szállítmányt. Az anyagokat a kijelölt helyszín felé kezdték vontatni, útközben pedig üzemanyag-lerakatokat létesítettek. Ekkor építették meg az első szélerőművet is.
2008 januárjában 57 fő részvételével kezdték el az állomás összeszerelését. Az első építési fázist 2008 márciusában fejezték be, és júniusban az IPF bejelentette, hogy 2009 elején az állomás megkezdi működését. A hivatalos átadásra 2009. február 15-én került sor.

### "Zero Emission Station"

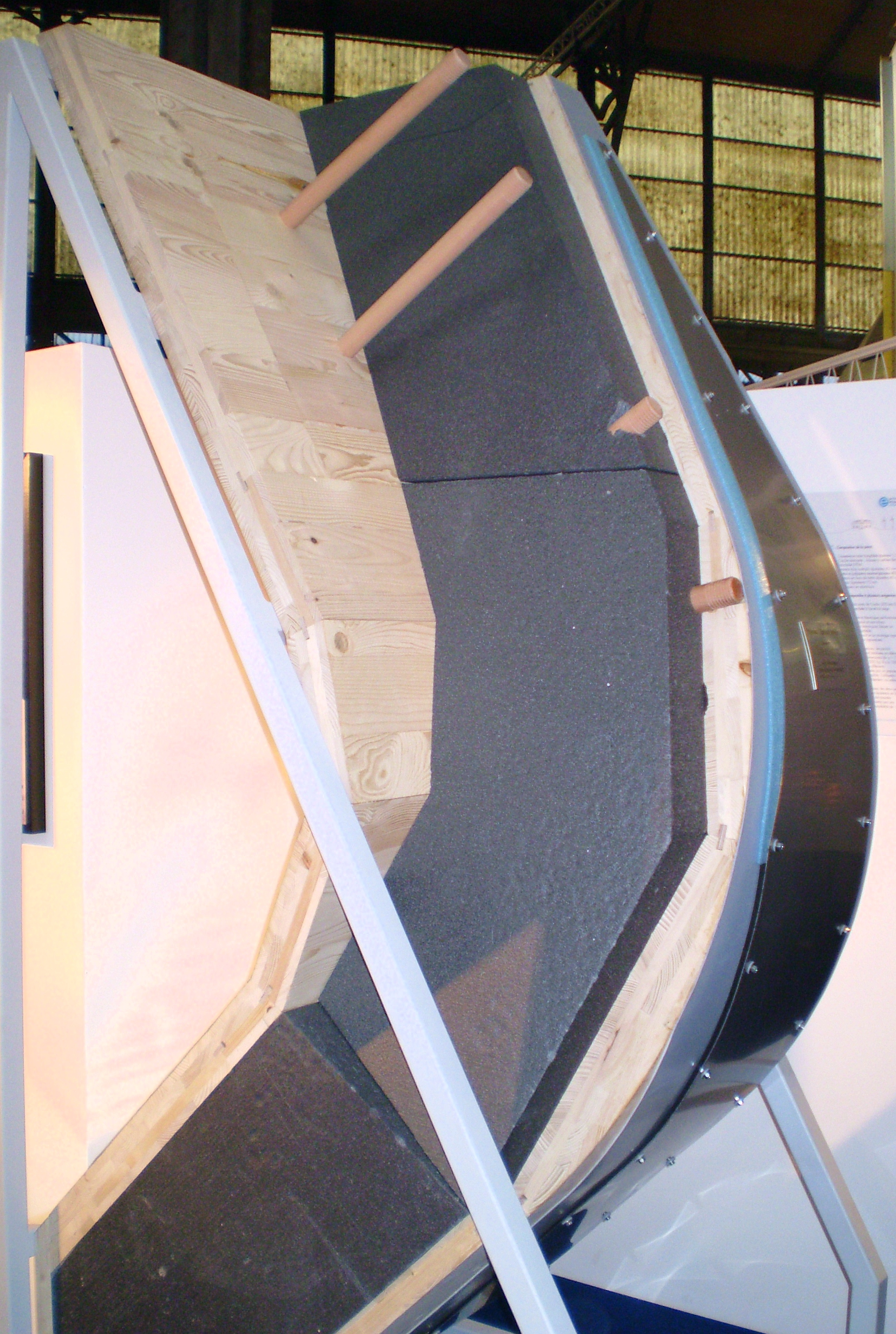
Az állomás külső falának keresztmetszete - jól látható a fa szerkezeti váz, a külső rozsdamentes acélból készült burkolat, illetve a kettő között a sötét színű hőszigetelés

A kutatóállomás energiaellátását kizárólag megújuló energiaforrások biztosítják. A tervek szerint 9 turbina csak elektromos áramot termel, míg a napenergiát részben áramtermelésre, részben meleg víz előállítására használják. Az állomás teljes energiafelhasználásából 12%-ot fedeznek a 22 m² alapterületű napkollektorok, 40%-ot a 380 m² alapterületű fotovoltaikus napelemek, míg a maradék 48%-ot a 9 darab turbina fedezi. Az energia felhasználását az előre meghatározott fontossági sorrendnek megfelelően egy programozható "okos" hálózat felügyeli, a fel nem használt villamos energiát akkumulátorok tárolják.
Az épület kialakításakor gondosan figyelembe vették a kutatók tevékenységét és az egyes helyiségek jellegzetességeit. A koncentrikus körökből álló állomás középső részén találhatók a legfontosabb technikai berendezések: a víztisztító berendezés, a szellőztető- és a vezérlőberendezés, illetve az akkumulátorok. A következő körben kaptak helyet a konyha és a tárolóhelyiségek, a következő körben a kutató és pihenőhelyiségek, az utolsó kört pedig az állomás szigetelt külső fala alkotja.
Az állomáson, mielőtt valaki bármilyen eszközt bekapcsol, engedélyt kell kérnie a központi modultól, amely az energiafelhasználást szabályozza. A szellőztető berendezés és a bioreaktor magas prioritást élvez, a kutatóállomások és a konyha közepes prioritást, az összes többi berendezés alacsony prioritású besorolást kapott - ha nincs elegendő áram, akkor ezeket a berendezéseket nem lehet működtetni.
A kutatóállomás várható élettartama legalább 25 év, de ezt követően sem fogja a helyi környezetet terhelni: fa és rozsdamentes acél szerkezetét szét lehet szerelni és az Antarktiszon kívül újrahasznosítani.

## Kutatási célok
A kutatóállomás elsődleges kutatási célja az antarktiszi klímaváltozás felmérése, illetve a globális és a helyi klíma kölcsönhatásainak megértése. 2011. elején a következő kutatási projektek folytak az állomáson:
- SAMBA: az állomás részt vesz a "Search for Antarctic Meteorites" programban, amelynek célja meteoritok gyűjtése az Antarktiszon[3][4] A programot a Brüsszeli Szabadegyetem (Vrije Universiteit Brussel és a Université Libre de Bruxelles) kezdeményezte a Japanese Institute of Polar Research támogatásával.
- BELDIVA: az Antarktiszon található mikroorganizmusok tanulmányozása[3][5]
- GIANT ("Geodesy In ANTarctica"): a földkéreg horizontális és vertikális deformálódásának tanulmányozása, az utolsó jégkorszak óta eltelt klíma jobb megértése[3][6]
- DELAQUA: az üledékekben található bioindikátorok segítségével vetik össze a jelenleg tapasztalható klímaváltozást a Föld klímájának természetes változékonyságával[3][7]
- HYDRANT: az antarktiszi vízciklus tanulmányozása[3][8]
- BELISSIMA: az antarktiszi jégtakaró mozgásának, dinamikus folyamatainak kutatása[3][9]
- CAML: a 2006-ban indított, öt évesre tervezett projekt célja az Antarktisz környékének, a déli óceánok élővilágának felmérése, amely alapot szolgáltat majd a klímaváltozás állatvilágra gyakorolt hatásának felméréséhez[3][10]
- BELATMOS: az antarktiszi légkör megfigyelése és elemzése[3][11]